# 天野武文
天野 武文（あまの たけふみ、1970年9月30日 - ）は、広島県広島市出身の元プロ野球選手（捕手）。右投右打。

## 来歴・人物
瀬戸内高では、元プロ野球選手である後原富監督の指導を受ける。3年夏は広島県予選ベスト8で敗退も3本塁打を記録。
1988年のプロ野球ドラフト会議でヤクルトスワローズから6位指名を受け入団。
2年目の1990年に古田敦也が入団し、控え捕手にも中西親志らがいたために一軍出場を果たせず、1993年限りで現役を引退。

## 詳細情報

### 年度別成績
- 一軍公式戦出場なし

### 背番号
- 57 （1989年 - 1993年）